# Masayuki Yamada
Masayuki Yamada (山田 将之 Yamada Masayuki?), född 1 oktober 1994 i Saitama prefektur, är en japansk fotbollsspelare.
Yamada började sin karriär 2016 i FC Tokyo. 2019 flyttade han till FC Machida Zelvia. Efter FC Machida Zelvia spelade han för Avispa Fukuoka och Zweigen Kanazawa.